# レスティグーシュ郡
レスティグーシュ郡（レスティグーシュぐん、仏語：Comté de Restigouche、英語：Restigouche County）は、カナダのニューブランズウィック州北部に位置する郡。郡内を流れるレスティグーシュ川は鮭で有名で、目当ての観光客が訪れる。主要産業は林業。

## 行政区分
レスティグーシュ郡には1市2町7村、ファースト・ネーションが2つある。また8の小教区に分かれる。

### 主な市町村
- キャンベルトン：郡内最大の市。ケベック州との境に位置する。
- ダルハウジー：1967年の郡制廃止以前には郡役場が置かれていた。